# برداشت نخست خوب
برداشت نخست خوب (ایتالیایی: Buona la prima!) یک برنامهٔ تلویزیونی طنز ایتالیایی است که مابین سال‌های ۲۰۰۷ تا ۲۰۱۷ از شبکهٔ تلویزیونی «ایتالیا ۱» پخش می‌شد.

## بازیگران

### اصلی
- آلساندرو بسنتینی
- فرانچسکو ویلا

### فرعی
- آلساندرو بتی
- جانکارلو کالابروگوویچ
- پائولو پی‌یروبون
- لوچیلا آگوستی
- لائورا باریالِـس
- کاتیا فولزا
- جورجیا پالماس
- آنا فالکی
- انتسو پاچی
- کلاودیا برونی

### متن‌رسان (سوفلور)
- انریکو روجری
- آمبرا آنجولینی
- آزیا آرجنتو
- دیگو آباتانتوئونو
- ماسیمو بولدی
- جپی کوچاری
- ریکی ممفیس
- فرانچسکو پانوفینو

### بازیگران یا چهره‌های میهمان
- مارکو بلینلی
- یوری چچی
- جورجو کیه‌لینی
- مارکو ماتراتسی
- آنتونیو روسی
- مارکو سیمونچلی
- خاویر زانتی
- کلاودیو بیزیو
- الیزابتا کانالیس
- میشل هانزیکر
- بلن رودریگس
- آلنا شردووا
- ادویژ فنش
- آنجلا فینوکیارو
- آلساندرو گاسمان
- سابرینا ایمپاچاتوره
- لائورا توریزی